# サミー・チェン
サミー・チェン（中国語: 鄭秀文、1972年8月19日 - ）は、中華圏芸能界で活動する女性歌手、女優。英文表記はSammi Cheng。血液型はO型、しし座、身長165cm。香港出身。
家族は両親と姉3人、弟1人。夫は香港の歌手アンディ・ホイ。宗教はプロテスタント。趣味は旅行、音楽鑑賞など。

## プロフィール
16歳のときに参加したオーディションで認められ、芸能界入り。数多くのドラマ、映画に出演し、アルバムも多数発表している。バラードからテクノポップまで幅広いジャンルを歌える実力を持つ。女優としてはアンディ・ラウとの名コンビで人気を博しコメディー映画の女王と謳われたが、2005年には初の文芸映画にも挑戦、話題を呼んだ。その直後心身の不調が噂されるようになり芸能活動をほぼ全面的に停止し休養していたが、2007年より歌手活動を再開している。親日家で、日本語は日常会話程度話せる、プライベートで良く来日するという。マンゴーが好物。
サミー・チェンは16歳の年に「第7回新秀歌唱大賽」に参加し、“乾一杯”を歌って銅賞を獲得。サミー・チェンの演芸能力は賞賛を受けて、すぐさま多くの音楽番組への参加、TVドラマまた映画の出演への機会を得て、重要な役を演じたりと、彼女の演芸の才能を全面に発揮した。
サミー・チェンは極めて高い容姿を持っており、すばらしい演芸には華がある。今まで出したどのアルバムもサミー・チェンの斬新で鮮明なイメージが現れていて、レコード業界の人、各マスコミや大衆の関心と賞賛を勝ち取った。サミー・チェンは時代の流れを読み取る鋭さを持ち、さらに彼女個人チャレンジする性格でもあり、彼女は「香港十大傑出ファッション」の1人に選ばれたりした。彼女のファッションは個性があり、カメラマンによって広められた魅力で、彼女は多くの若者の模範の対象になった。サミー・チェンは努力を怠らない信念で、一日一日熟練された歌唱テクニックになり、広いファンの支持と敬愛を獲得し、流行POPS界での強固な地位をつくることに成功した。
1993年、広東語のアルバム『大報復 AN EYE FOR AN EYE』でサザンオールスターズの「DING DONG (僕だけのアイドル)」（『世に万葉の花が咲くなり』収録）と大黒摩季の「チョット」などをカバー。「DING DONG」のカバー曲は「叮噹」、「チョット」のカバー曲は「CHOTTO等等」で『大報復』の歌詞カードでは作曲者がKAN CHINFA（康珍化）となっているが、織田哲郎が正しい。
サミー・チェンは95年末にワーナーミュージックに移籍し、最新国語アルバム“捨不得你”を出して、個人の実力加えて周到な発展計画によって、サミー・チェンは誰もが認める香港音楽界の未来の天后となった。そして事業の新段階が始まり、サミー・チェンは大手電気グループ[樂聲牌]に気に入られ、広告のイメージキャラクターになった。さらに彼女のアルバム同名曲の“捨不得你”はCMのテーマソングにもなった。サミー・チェンが新会社に移籍してからの初の主題歌“男仕今天你很好”は、4つのラジオ局及びTV局のヒットチャートに同時に1位の座につくなど、彼女はかつてない立派な成績を作った。このアルバム内の多くの曲はまた中国・香港カラオケヒット曲となり、“捨不得你”はさらにカラオケヒットチャートに16週1位となった。その他に“不tuo不欠”はチャート1位に8週ランクインしました。サミー・チェンの初の国語（北京語）アルバム“値得”は台湾でIFPIチャートの首位を6週間もの間独占した。
1996年には初めて香港紅[石勘]體育館で個人演唱會“X派對”を行い、全8会場がいっぱいになった。そして熱烈な反響によって、翌年また16会場でSAMMI STAR SHOW演唱會が行われ、自分の個人記録を作った。99年にサミー・チェンは再び香港紅[石勘]體育館で個人演唱會“i-concert”を行い、全8会場が満員で、反応は良好だった。2000年最初に台北・台中で行われた演唱會は各界で絶賛を受けた。
2000年に入り、サミー・チェンは映画『Needing You』と『夏日麼麼茶』への出演でさらに絶賛され、各東南アジア地区では興行成績トップ、そして香港の興行成績はすでに6千万もの記録に迫っていた。そして『Needing You』VCDの売り上げは20数万枚もの成績だった。サミー・チェンはさらに『Needing You』中のすばらしい演技によって、金馬奨の最優秀主演女優賞にノミネートされた。
広東語アルバム＜Ladies First＞内の多くの曲、例えば“感情線上”、“Ladies First”と”煞科”は中国・香港カラオケヒット曲になった。そしてサミー・チェンは“煞科”MTV中の力強い歌、熱いダンスでさらにブームが沸き起こった。

## 主な出演作品

### 映画
- 新・愛と復讐の挽歌 ラヴ＆デス 飛虎精英之人間有情（1992年）
- 愛你愛到殺死你（1997年）（CS放映時邦題「殺したいほど愛してる」）
- ラッキー・ガイ 行運一條龍（1998年）
- Needing You 孤男寡女（2000年）
- ダイエット・ラブ 瘦身男女（2001年）
- ファイティングラブ 同居蜜友（2001年）
- 嫁個有錢人（2002年）（CS放映時邦題「玉の輿☆フライト」）
- 我左眼見到鬼（2002年）（日本未公開）
- インファナル・アフェア 無間道（2002年）
- 百年好合（2002年）（日本未公開）
- インファナル・アフェアIII　終極無間 無間道III之終極無間（2003年）
- 1:99 電影行動 1:99電影行動（2003年）
- マジック・キッチン 魔幻廚房（2004年）
- エンター・ザ・フェニックス 大佬愛美麗（2004年）
- イエスタデイ・ワンスモア 龍鳳鬥（2004年）
- 長恨歌（2005年）（第18回東京国際映画祭、2006年中国☆上海映画祭で上映）
- 大捜査の女 大捜査之女（2008年）
- 高海抜の恋 高海拔之戀II（2012年）（第7回大阪アジアン映画祭で上映）
- 名探偵ゴッド・アイ 盲探（2013年）
- インスタント・ファミリー（中国語版） 失戀急讓（2014年）（Netflix配信）
- あくなき挑戦 ジョニー・トーが見た映画の世界（中国語版） 無涯－杜琪峰的電影世界（2014年）（Netflix配信）
- 恋するパイロット（中国語版） 衝上雲霄（2015年）（Netflix配信）
- 8人の女と1つの舞台（中国語版） 八個女人一台戯（2018年）（第19回東京フィルメックスで上映）
- 花椒の味 花椒之味（2019年）
- 流水落花（中国語版） 流水落花（2023年）（第18回大阪アジアン映画祭で上映)